# Leena Gade
Pour les articles homonymes, voir Gade.
Leena Gade, née en mars 1976 à Perivale, est une ingénieure de course britannique. En 2011, elle devient la première femme ingénieure de course à remporter les 24 Heures du Mans. L'année suivante, elle remporte le titre de « Man of the Year » du Championnat du monde d'endurance FIA et le prix de C&R Racing Woman in Technology Award. Elle est aussi ambassadrice de la FIA de la Commission pour les femmes dans le sport automobile.

## Biographie
Leena Gade est la fille d'immigrants indiens. Elle grandit en Angleterre, à l'exception de trois années entre ses 9 et 12 ans que sa famille a passé en Inde. Pendant ce temps, elle et sa sœur cadette Teena s'intéressent à l'ingénierie. De retour en Angleterre, les deux filles commencent à s'intéresser à la Formule 1 et à l'IndyCar lorsque Nigel Mansell s'y illustre. Sa sœur Teena est également devenue ingénieure de course.
Leena Gade étudie ensuite l'ingénierie à l'Université de Manchester où elle est l'une des cinq élèves femmes dans une classe de 100. Elle est la seule encore présente quand elle y obtient son Master de Science en génie aérospatial en 1998.
Après l'université, Leena Gade travaille en tant qu'ingénieur de finition pour Jaguar pendant six ans et demi,. Dans le même temps, elle travaille à temps partiel en tant qu'ingénieur pour des équipes de course de la Formule BMW ou encore de l'A1 Grand Prix.
En 2006, elle se rend aux 24 Heures du Mans pour la première fois avec l'équipe Chamberlain Synergy,. Elle commence à travailler pour l'Audi Sport team Joest l’année suivante.
En 2011, elle devient la première femme ingénieure de course à remporter une victoire aux 24 Heures du Mans, avec les pilotes André Lotterer, Benoît Tréluyer et Marcel Fässler,. Elle et son équipe sont de nouveau victorieux en 2012 et 2014,. Elle et Audi ont aussi obtenu des titres en championnat du monde d'endurance en 2012 et 2013.
En 2012, elle déménage en Allemagne, où pour Audi elle travaille sur le développement de nouvelles voitures de course. Toujours en 2012, Gade est nommée « Man of the Year » du Championnat du monde d'endurance FIA, et reçoit aussi le C&R Racing Women in Technology award,. Elle est nommée l'année suivante ambassadrice de la FIA de la Commission pour les femmes dans le sport automobile. Elle est également ambassadrice de la Formule Étudiant en 2013 et 2014.
Leena Gade quitte Audi en 2016 et rejoint Bentley,.
En 2018, elle est recrutée par le Schmidt Peterson Motorsport pour être l'ingénieur de course de James Hinchcliffe dans le cadre de l'IndyCar Series. Elle est ainsi la première femme à devenir ingénieure de course dans le championnat. Cependant, elle quitte l'écurie après cinq courses seulement et l'échec de James Hinchcliffe lors des qualifications des 500 miles d'Indianapolis, l'équipe expliquant que « la relation n’était pas productive pour les deux parties » et Gade indiquant que « les deux mondes n’ont pas bien fonctionné ».
En 2019, elle devient l'ingénieur responsable de la Mazda RT24-P Daytona N°77 pour le compte de Multimatic. La voiture est engagée dans le championnat WeatherTech par le Mazda Team Joest.